# Ctenochira arcuata
Ctenochira arcuata är en stekelart som först beskrevs av Holmgren 1857.  Ctenochira arcuata ingår i släktet Ctenochira och familjen brokparasitsteklar. Arten är reproducerande i Sverige. Inga underarter finns listade i Catalogue of Life.